# Míriam Colón
Míriam Colón (Ponce, 20 de agosto de 1936 – Nova Iorque, 3 de março de 2017) foi uma atriz porto-riquenha.

## Filmografia
- The Possession of Joel Delaney (1972) - Veronica
- A Life of Sin (1979)
- Back Roads (1981) - Angel
- Scarface (1983) - Mama Montana
- City of Hope (1991) - Mrs. Ramirez
- The House of the Spirits (1993) - Nana
- Sabrina (1995) - Rosa
- Lone Star (1996) - Mercedes Cruz
- Cosby (1996)
- Mistrial (1996)
- Edipo alcalde (1996)
- Gloria (1999) - María
- All the Pretty Horses (2000) - Doña Alfonsa
- For Love or Country: The Arturo Sandoval Story (2000)
- Almost a Woman (2001)
- Third Watch (2001)
- The Blue Diner (2001) - Meche
- Guiding Light (2001)
- Goal! (2005) - Mercedes
- Jonny Zero (TV 2005)
- Goal! 2: Living the Dream... (2007)
- The Cry (2007)
- Goal! 3: Taking on the World (2009)
- Law & Order: Special Victims Unit (TV 2009)
- How to Make It in America (2010-2011)
- Foreverland (2011)
- Hawthorne (TV 2011)
- Gun Hill Road (2011)
- Hudson's Bay (2012)
- The Girl Is in Trouble (2012)
- Unhallowed (2013)
- Bless Me, Ultima (2013)
- On Painted Wings (2014)
- The Southside (2014)
- Top Five (2014)
- Better Call Saul (2015)